# Cyclodictyon blandum
Cyclodictyon blandum là một loài rêu trong họ Pilotrichaceae. Loài này được (Lorentz) Kuntze mô tả khoa học đầu tiên năm 1891.